# 群馬県立精神医療センター
群馬県立精神医療センター（ぐんまけんりつせいしんいりょうセンター）は、群馬県伊勢崎市にある医療機関。群馬県病院局が運営する病院である。群馬県内の精神科救急システム（３次救急）の基幹病院。平成15年より精神科救急専門病棟（スーパー救急病棟）を導入し、2020年現在、2病棟76床を整備している。医療観察法病棟に関しては、2009年6月から併設型の小規格病棟6床を開設した後、24年3月には、独立型の小規模病棟17床を新たに整備している。

## 診療科
- 精神科・神経科[2]
- 内科
- 外科
- 歯科

## 沿革
- 1958年 - 高崎市寺尾町2412に県立高崎療養所として開設。
- 1965年 - 群馬県立高崎病院に改称。
- 1970年 - 群馬県立佐波病院に改称、現在地に移転。
- 1989年 - 応急入院指定病院認定。
- 1992年 - 夜間・休日の精神科救急開始。
- 1997年 - 群馬県立精神医療センターに改称。
- 2003年 - 臨床研修病院指定。
- 2005年 - 指定通院医療機関に認定。
- 2009年 - 指定入院医療機関に認定。[3]
- 2018年1月25日 - 精神保健指定医資格不正取得により、当院医師（不正当時）5人の行政処分が発表される[4]。

## 認定・指定
- 保険医療機関
- 生活保護法に基づく指定医療機関
- 休日昼間及び平日夜間における精神保健福祉法第24条の規定に基づく救急応需病院[5]
- 応急入院指定病院
- 労災指定病院
- 臨床研修指定病院
- 指定自立支援医療機関（精神通院医療）
- 医療観察法に基づく指定通院医療機関、指定入院医療機関および鑑定入院医療機関

＊注:救急指定病院ではない。

## 交通アクセス
- JR両毛線国定駅より徒歩10分[6]。